# チャールズ・カーネギー (第4代サウスエスク伯爵)
第4代サウスエスク伯爵チャールズ・カーネギー（英語: Charles Carnegie, 4th Earl of Southesk、1661年4月7日 – 1699年8月9日）は、スコットランド貴族。1661年から1688年までカーネギー卿の儀礼称号を使用した。

## 生涯
第3代サウスエスク伯爵ロバート・カーネギーとアン・ハミルトン（Anne Hamilton、1695年10月没、第2代ハミルトン公爵ウィリアム・ハミルトンの娘）の長男として、1661年4月7日に生まれた。
1688年2月19日に父が死去すると、サウスエスク伯爵の爵位を継承した。同年の名誉革命以降は議会と宮廷に顔を出すことがなかったという。
1691年7月15日、メアリー・メイトランド（Mary Maitland、第3代ローダーデイル伯爵チャールズ・メイトランドの娘）と結婚、1男を儲けた。
- ジェームズ（1730年没） - 第5代サウスエスク伯爵。1715年に私権剥奪

1699年8月9日に死去、一人息子ジェームズが爵位を継承した。